# セシリア・ボー
セシリア・ボー（Cecilia Beaux、1855年5月1日 - 1942年9月17日）はアメリカ合衆国の肖像画家である。上流階級の出身で、同じ階級の人々の肖像画を残した。

## 略歴
フィラデルフィアに生まれた。父親はフランス人の絹織物業者で母方の祖父のリーヴィット（John Wheeler Leavitt）はニューヨークの有力な企業家であった。母親はボーが生まれて12日目に産褥熱で没し、姉とともに祖父の家やおばの家で育てられた。父親は娘たちを残してフランスの戻り、ボーが2歳の時にフィラデルフィアに帰るが、仕事がうまくゆかず4年後フランスに去った。1871年におばから絵の訓練を受けて、絵の才能を見出され、1877年にペンシルベニア美術アカデミーで学んだ 
。1885年にフィラデルフィアの展覧会に出展し、高い評価を得た。1888年にヨーロッパに渡り、パリの私立美術学校のアカデミー・ジュリアンやアカデミー・コラロッシで学び、イギリスやイタリアも訪れ、美術館の巨匠の絵画に学んだ。教えを受けた画家にはトニ・ロベール＝フルーリーやウィリアム・アドルフ・ブグローがいる。
1900年からニューヨークに住み,上流階級の人々の肖像がを描いた。彼女が描いた肖像画には、フランスの政治家、ジョルジュ・クレマンソーやセオドア・ルーズベルト大統領夫人、エディス、イギリスの海軍提督デイヴィッド・ビーティー (初代ビーティー伯爵)初代ビーティー伯爵の肖像画があり、彼女の展覧会は上流階級の集まるイベントのようになった。

## 作品
- ルーズベルト大統領夫人と娘(1902)
- ジョン・ポール・ジョーンズ (海軍軍人)
- 外科医アッベの夫人
- 「 Dancing Lesson」
- サラ・ドイル(教育者)